# Pacha Angelina
Pour les articles homonymes, voir Angelina.
Praskovia Nikitichna Angelina (en russe : Праско́вья Ники́тична Анге́лина), populairement connue comme Pacha Angelina (en russe : Па́ша Анге́лина) (30 décembre 1912 - 21 janvier 1959) est une célèbre stakhanoviste soviétique de l'époque des premiers plans quinquennaux. Elle est glorifiée comme l'une des premières femmes opératrices de tracteur en URSS et est devenue un symbole des travailleuses techniques soviétiques diplômées.

## Biographie

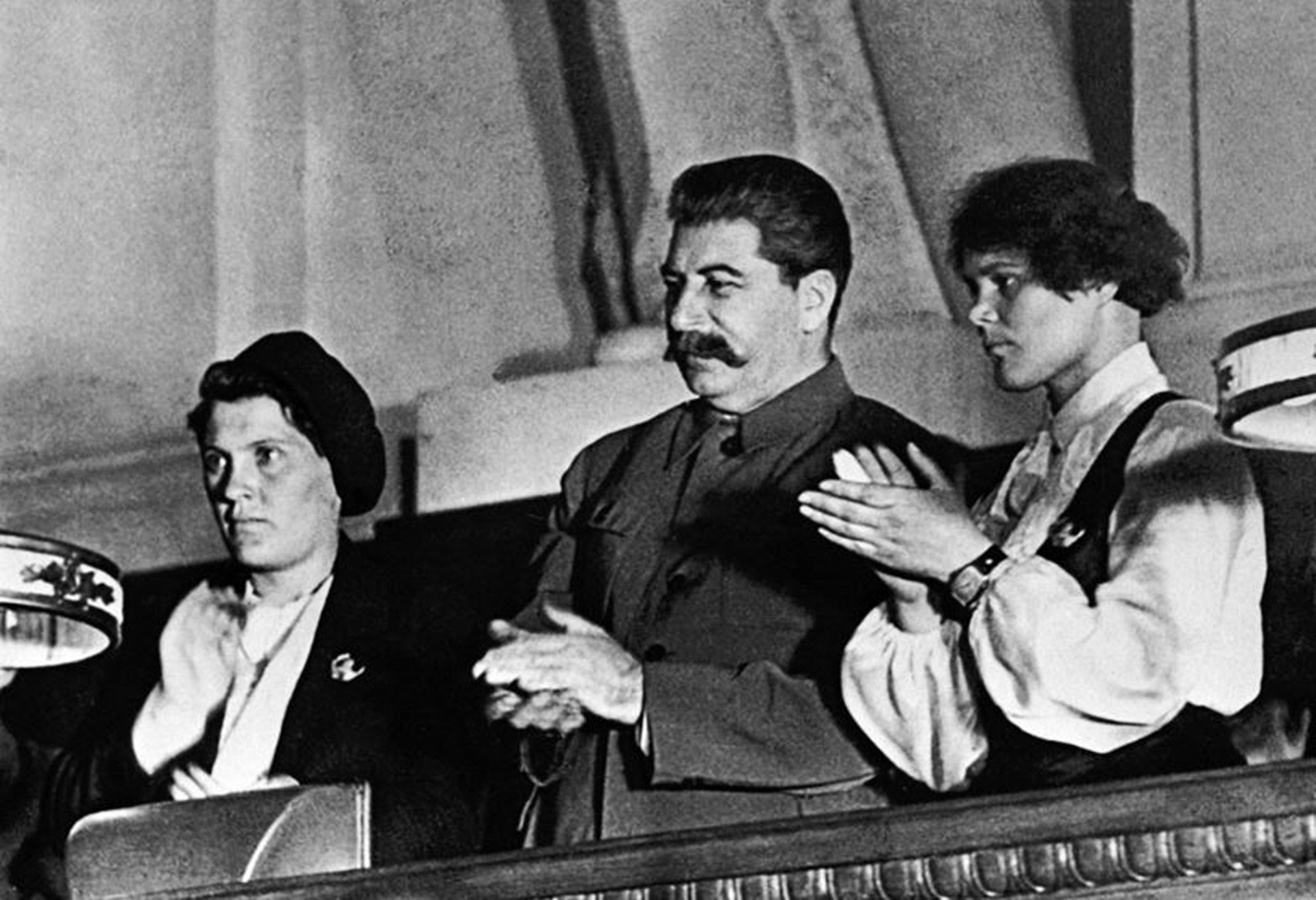
Pacha Angelina (à gauche), Joseph Staline (au centre) et Maria Demchenko au Xe congrès du Komsomol, 18 avril 1936.

Pacha Angelina est originaire de Starobecheve (alors dans l'Empire russe, aujourd'hui dans l'oblast de Dnipropetrovsk en Ukraine), un village de familles grecques qui sont arrivées en Crimée à la fin du XVIIIe siècle, et elle parle alors à la fois grec et un dialecte turc local ; son père est un commis de ferme et de sa mère travaille au blanchiment à la chaux des maisons. En 1929, elle prend des cours de conduite de tracteurs dans son oblast natal tout en travaillant dans une ferme laitière. En 1933, elle organise des équipes de femmes conductrices de tracteurs, équipes qui atteignent 129 % de l'objectif annuel, étant alors premières de la région. Elle est nommée fonctionnaire par le pouvoir soviétique, qui la célèbre dans les médias et sur les affiches de propagande. 

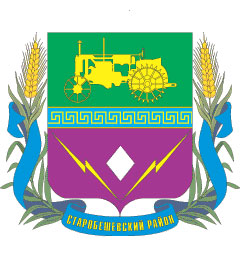
Le tracteur de Pacha Angelina représenté sur le blason du raion de Starobecheve dans l'oblast de Donetsk.

En 1935, elle fait partie des « champions de la main-d'œuvre agricole » sélectionnés pour participer à une conférence avec les dirigeants du Parti et de l'État au Kremlin. Lors de cette conférence, elle promet officiellement de créer dix nouvelles équipes de femmes conductrices de tracteurs dans son raion. En 1938, un an après avoir été élue au Soviet suprême de l'Union soviétique, elle signe un appel intitulé « cent mille (femmes) amies sur un tracteur ! » (en russe : « Сто тысяч подруг - на трактор! »). Deux cent mille femmes répondent à son appel.  
Au cours de celle-ci, Pacha Angelina étudie l'agriculture à Moscou pendant deux ans pour ensuite travailler comme chef d'équipe au Kazakhstan jusqu'à la fin des hostilités. Après la guerre, elle reprend son poste à Starobeshevo. En 1948, Pacha Angelina est l'auteure d'un livre autobiographique, Lyudi kolkhoznykh polei (« Les gens des champs kolkhoziens »).  
Elle est morte d'une cirrhose, maladie professionnelle liée à son travail au contact de carburants et de lubrifiant pour moteur, à Moscou en 1959. Elle devait être enterrée au cimetière de Novodevitchi mais à l'insistance de sa famille, son corps est rapatrié et enterré dans sa ville natale.

## Distinctions
- Héros du travail socialiste (1947, 1958)[8]
- Prix d'État de l'URSS (1946)
- Ordre de Lénine
- Ordre du Drapeau rouge du Travail

## Hommages
- Un buste en bronze est érigé dans sa ville natale dans la rue qui porte son nom[9].